# Fletcher Pratt
Murray Fletcher Pratt (n. 25 aprilie 1897, Buffalo, New York, SUA – d. 10 iunie 1956, Long Branch⁠(d), New Jersey, SUA) a fost un scriitor american de literatură științifico-fantastică, fantezie și istorie  Este cunoscut mai ales pentru lucrările sale despre istoria navală și despre Războiul Civil American și pentru ficțiunea scrisă împreună cu L. Sprague de Camp. 

## Biografie
Potrivit lui De Camp, Pratt s-a născut în apropiere de Tonawanda, New York și a studiat la Hobart College timp de un an. În anii 1920 a lucrat pentru Buffalo Courier-Express și pentru un ziar din Staten Island. În 1926, s-a căsătorit cu Inga Stephens, artistă. La sfârșitul anilor 1920, a început să vândă povești către reviste pulp. Din nou, potrivit memoriei lui de Camp, când un incendiu i-a distrus apartamentul în anii 1930, el a folosit banii din asigurare pentru a studia la Sorbona timp de un an. După aceea a început să scrie istorii. 
Pratt a fost un analist militar al revistei Time (al cărei necrolog l-a descris ca „bărbos, asemănător unui gnom” și a enumerat „creșterea marmosetelor” printre hobby-urile sale), precum și un critic de lucrări de non-ficțiune istorice, de fantezie și science fiction-ului pentru New York Times Book Review. 
Pratt a fost inventatorul unui set de reguli pentru jocurile de război navale, pe care le-a creat înainte de cel de-al doilea război mondial. Acest set a fost cunoscut sub numele de „Fletcher Pratt Naval War Game” și a implicat zeci de mici nave din lemn, construite pe o scară de la 1 la 50 de picioare. Acestea au fost împrăștiate pe podeaua apartamentului lui Pratt și manevrele lor au fost calculate printr-o formulă matematică complexă. Autorul și artistul notoriu Jack Coggins a fost un participant frecvent la Pratt's Navy Game, iar de Camp l-a întâlnit prin grupul său de jocuri de luptă.
Pratt a înființat clubul literar cunoscut sub numele de Trap Door Spiders în 1944. Numele este o referință la obiceiurile exclusive ale păianjenului cu trapă (Ctenizidae), care atunci când intră în vizuină trage trapa în spatele lui. Clubul a apărut apoi într-o versiune fictivă a sa într-o serie de povestiri misterioase ale lui Isaac Asimov. Pratt a apărut într-o versiune fictivă a sa într-o singură povestire, „To the Barest”, în calitate de fondator al clubului, Ralph Ottur. 

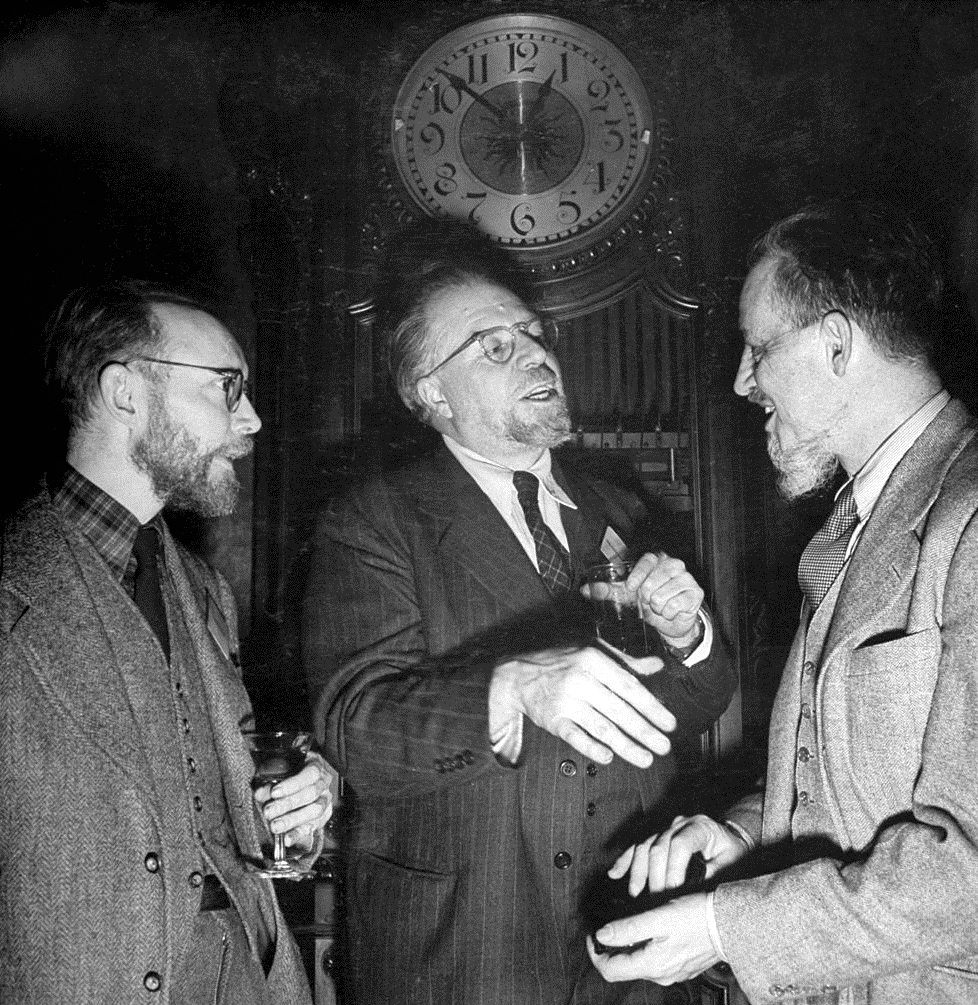
Fletcher Pratt (stânga) cu organizatorii Baker Street Irregulars Christopher Morley și Rex Stout (în 1944)

El a fost, de asemenea, membru fondator al The Civil War Round Table of New York (cu sensul de Masa Rotundă a războiului civil din New York) din 1951 și a ocupat funcția de președinte în perioada 1953-1954. În 1956, după moartea sa, consiliul de administrație al Mesei Rotunde a înființat Premiul Fletcher Pratt în cinstea sa, care este acordat anual, în luna mai, autorului sau editorului celei mai bune cărți de non-ficțiune despre războiul civil publicată în anul calendaristic precedent.
În afară de scrierile sale istorice, Pratt este cel mai bine cunoscut pentru colaborările sale fantastice cu de Camp, dintre care cea mai faimoasă este seria umoristică Harold Shea, care a fost publicată în cele din urmă ca The Complete Compleat Enchanter (1989, ISBN: 0-671-69809-5). Romanele sale fantastice pe care le-a scris singur, The Well of the Unicorn și The Blue Star, sunt, de asemenea, foarte apreciate. 
Pratt a avut un stil de proză care amintește de stilul istoricului Bernard DeVoto (1897–1955). Una dintre cărțile sale îi este dedicată: „Lui Benny DeVoto, care m-a învățat să scriu”. 
Câteva dintre cărțile lui Pratt au fost ilustrate de Inga Stephens Pratt, soția sa.

### Romane
- Land of Unreason (Henry Holt and Company, 1941) cu L. Sprague de Camp

Fred Barber, un american care stă ca oaspete într-o casă de țară din Anglia în timpul celui de-al doilea război mondial, bea un castron de lapte rămas ca ofrandă pentru zâne, înlocuind laptele cu lichior. Destinatarul de drept al ofrandei, beat și jignit de înlocuire, se răzbună răpindu-l pe Barber în Țara Zânelor ca un changeling, o soartă rezervată în mod normal copiilor. 
- The Carnelian Cube (Gnome Press, 1948) cu L. Sprague de Camp

Obiectul din titlu este o mică „piatră a viselor” roșie confiscată de arheologul Arthur Cleveland Finch de la Tiridat Ariminian, unul dintre lucrătorii la săpăturile pe care le supraveghează în Cappadocia. Poartă o inscripție în limba etruscă care pare să-și identifice posesorul original ca fiind Apollonius din Tyana și se presupune că îi permite purtătorului să atingă lumea viselor sale.
- The Well of the Unicorn (William Sloane Associates, 1948) (sub pseudonimul George U. Fletcher)

Airar Alvarson din Dalarna, eroul principal, trece printr-o serie de aventuri în care trece treptat de la starea de fugar fără adăpost la cea de mare conducător de război.
- The Blue Star (Ballantine Books, 1952)

Romanul are loc într-o lume paralelă în care existența puterilor psihice a permis dezvoltarea vrăjitoriei într-o știință; în schimb, științele fizice au dispărut, rezultând o cultură modernă care amintește de secolul al XVIII-lea. Vrăjitoria este ereditară, dar abilitatea de a o folosi poate fi deținută doar de un singur  membru al unei linii de familie la un moment dat, fiind transmisă de la mamă la fiică la pierderea virginității fiicei. Iubitul fiicei primește apoi talismanul ei magic, o bijuterie cunoscută sub numele de „steaua albastră” (The Blue Star), care îi permite să citească mintea oricui se uită în ochii săi. El are această putere numai atât timp cât își păstrează credința în iubita sa vrăjitoare. Imperiul în care are loc acțiunea este comparabil cu cel austriac din propria noastră istorie. Guvernul interzice vrăjitoria, ceea ce face ca vrăjitorii să acționeze pe ascuns.
- Double Jeopardy (1952)

Lucrarea îl prezintă pe eroul detectiv al lui Pratt, George Helmfleety Jones, în două aventuri care se ocupă de ramificațiile unui proces recent descoperit de duplicare a materiei. Primul se referă la un caz de spionaj industrial care implică administrarea de droguri duplicat și include căsătoria lui Jones cu o femeie duplicată. Al doilea este un mister al camerei închise în care o avere este furată cumva dintr-un avion de marfă sigilat, fără pilot.
- The Undying Fire (Ballantine Books, 1953)

Implică o expediție interstelară pentru a fura un motor de neptuniu de pe planeta Danaan, cu diverse complicații politice și romantice.
- Invaders from Rigel (Avalon Books, 1960)

Ben Ruby și Murray Lee se trezesc într-o dimineață pentru a descoperi că au fost transformați în ființe metalice. De fapt ei sunt cei norocoși, deoarece majoritatea celorlalți locuitori din emisfera vestică au devenit statui neînsuflețite. Ei și ceilalți supraviețuitori pe care îi întâlnesc la început presupun că fenomenul a fost cauzat de o cometă care se apropia de Pământ, ceea ce este, într-un fel, adevărat - dar cometa era, de fapt, o navă spațială a Lassanilor, o rasă de extratereștri elefantoizi de pe o planetă a sistemului Rigel, care au folosit „forța vieții” (un fel de radiație) din interiorul Pământului pentru a face această schimbare. Militarii Lassani cred că destinul lor este să distrugă sau să înrobească toate ființele „mai mici” și, în consecință, intenționează să-i prindă pe cei care au supraviețuit loviturii inițiale. În consecință, Ruby și tovarășii săi sunt în curând asediați de „dodos”, creaturi ciudate asemănătoare unor păsări care sunt controlate mental de Lassani și care poartă bombe ușoare.
- Alien Planet (Avalon Books, 1962)

Merrick Wells și Alvin Schierstedt întâlnesc un extraterestru asemănător unui om (Ashembe) din Murashema. El își demonstrează geniul învățând rapid limba engleză dintr-o copie a Neguțătorului din Veneția de Shakespeare. În timp ce-l ajută pe Ashembe cu reparații la Shoraru, cuvânt pe care Ashembe îl traduce ca „Mașina Cerului”, unul dintre bărbați este prins în interior și face zborul de întoarcere către Murashema. Confruntat cu alegerea de a lucra pentru a-și câștiga existența sau de a interpreta ca artist pentru a-și plăti necesitățile, Merrick interpretează poezii populare englezești în ritm dramatic. El este lăudat de extratereștri pentru această nouă formă de artă, dar Merrick află că va fi grav pedepsit dacă se descoperă că aceste poezii nu sunt originale. Din fericire, el scapă înainte ca neînțelegerea obiceiurilor străine să-l arunce în primejdie; și află că un guvern aparent utopic trebuie să aibă inevitabil defecte. 

#### Nuvele (romane scurte)
- Asylum Satellite - „Satelitul azil” (1951)
- The Wanderer's Return - „Întoarcerea rătăcitorului” (1951)

### Serii

#### Harold Shea
În povestirile originale, psihologul Harold Shea și colegii săi Reed Chalmers, Walter Bayard și Vaclav Polacek (Votsy) călătoresc în diferite lumi paralele în care miturile antice sau literatura veche sunt realitate. Pe parcursul călătoriilor lor, alte personaje sunt adăugate distribuției principale, în special Belphebe și Florimel, care devin soțiile lui Shea și, respectiv, Chalmers, și Pete Brodsky, un polițist care este măturat accidental în haos. În continuările ulterioare, cele mai notabile personaje adăugate sunt ticălosul recurent, Malambroso și Voglinda, fiica tânără a lui Shea și Belphebe.
- The Mathematics of Magic: The Enchanter Stories of L. Sprague de Camp and Fletcher Pratt (2007) cu L. Sprague de Camp
- The Complete Compleat Enchanter (1989) cu L. Sprague de Camp
  - The Compleat Enchanter (1975) cu L. Sprague de Camp
  - * The Incomplete Enchanter (1940) cu L. Sprague de Camp
  - * The Castle of Iron (1941) cu L. Sprague de Camp
  - Wall of Serpents [vt The Enchanter Completed (1980 UK)] (1960) cu L. Sprague de Camp

### Colecții
- Double in Space (1951)
- Double Jeopardy (1952)

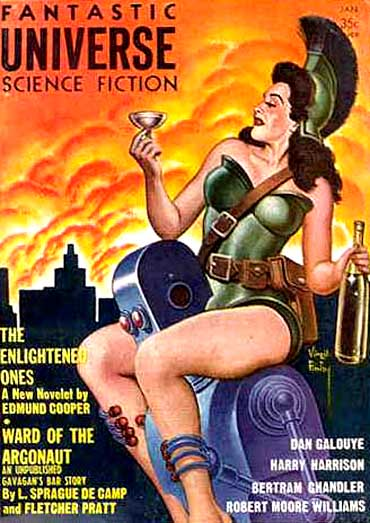
O povestire de Pratt-de Camp, „Gavagan's Bar” (Barul lui Gavagan), a fost prezentată grafic pe coperta din ianuarie 1959 a revistei Fantastic Universe

- Tales from Gavagan's Bar (1953, extins în 1978) cu L. Sprague de Camp

### Antologii
- World of Wonder -- Lumea minunilor (1951)

#### Twayne Triplets(editor)
- The Petrified Planet -- Planeta pietrificată (1952), conține "The Long View", de Fletcher Pratt (Startling Stories 1952; Wildside Press 2006)
- Witches Three (1952), conține The Blue Star de Fletcher Pratt

### Non-ficțiune
- Fletcher Pratt's Naval War Game -- Jocul de război naval al lui Fletcher Pratt (1940). O carte despre Fletcher Pratt Naval Wargame a fost tipărită în 2011. Vezi link-ul
- A Man and His Meals (1947)
- World of Wonder : an Introduction to Imaginative Literature  -- Lumea minunilor : o introducere în literatura imaginară (1951)

#### Știință
- Totul despre inventatorii celebri și invențiile lor (1955) ilustrat de Rus Anderson
- All About Rockets and Jets (1955) ilustrat de Jack Coggins
- Rockets, Jets, Guided Missiles and Spaceships  -- Rachete, avioane, rachete ghidate și nave spațiale (1951) cu Jack Coggins
- By Space Ship to the Moon  (1952) cu Jack Coggins
- Rockets, Satellites and Space Travel -- Rachete, sateliți și călătorii spațiale (1958) cu Jack Coggins

#### Istorie și biografie

##### Istorie navală
- The Compact History of the United States Navy (1957) OCLC 367782
- Empire and the Sea (1946) cu Inga Stephens
- Fighting Ships of the U.S. Navy (1941) ilustrat de Jack Coggins
- Fleet Against Japan (1946)
- The Navy has Wings; the United States Naval Aviation (1943)
- The Navy, a History; the Story of a Service in Action (1938)
- The Navy's War (1944)
- Night Work: the Story of Task force 39 (1946) OCLC 1492544
- Preble's Boys; Commodore Preble and the Birth of American Sea Power (1950) LCCN 50-10765
- Sea Power and Today's War (1939) OCLC 1450484
- Ships, Men - and Bases (1941) cu Frank Knox
- A Short History of the Army and Navy (1944)

##### Războaiele napoleoniene
- The Empire and the Glory; Napoleon Bonaparte: 1800-1806 (1948)
- Road to Empire; the Life and Times of Bonaparte, the General(1939)

##### Războiul din 1812
- The Heroic Years; Fourteen Years of the Republic,  1801-1815 (1934)

##### Războiul civil
- Ordeal by Fire; an Informal History of the Civil War (1935)
- The Monitor and the Merrimac (1951)
- The Military Genius of Abraham Lincoln : an Essay (1951) de Colin R. Ballard; introducere de către Pratt
- Stanton, Lincoln's Secretary of War (1953)
- The Civil War (1955)
- Civil War in Pictures (1955)
- Civil War on Western Waters (1956)

##### Al doilea război mondial
- America and Total War (1941)
- The U.S. Army : a Guide to its Men and Equipment (1942) cu David Pattee
- What the Citizen Should Know about Modern War (1942)
- The Marines' War, an Account of the Struggle for the Pacific from Both American and Japanese Sources (1948)
- War for the World; a Chronicle of Our Fighting Forces in World War II (1950)

##### Altele
- The Cunning Mulatto and Other Cases of Ellis Parker, American Detective (1935) cu Ellis Parker
- Hail, Caesar! (1936)
- The Lost Battalion (1938) cu Thomas M. Johnson
- Muscle-power Artillery (1938)
- "The City of the Living Dead" (1939) cu Laurence Manning.
- Secret and Urgent; the Story of Codes and Ciphers (1939) OCLC 795019
- My Life to the Destroyers (1944) cu L. A. Abercrombie
- Eleven Generals; Studies in American Command (1949)
- The Third King (1950)
- The Battles that Changed History (1956) ISBN: 0-486-41129-X